# Tadeusz Słobodzianek
Tadeusz Słobodzianek, mit Pseudonym Jan Koniecpolski (* 26. April 1955 in Jenisseisk, Sowjetunion) ist ein polnischer Dramatiker, Theaterregisseur, Fernsehregisseur und Theaterkritiker. Seit 2012 ist er geschäftsführender Direktor sowie künstlerischer Leiter am Dramatischen Theater Warschau.

## Leben
Słobodzianek wurde 1955 in Jenisseisk geboren, wohin seine Eltern 1944 für ihre Aktivitäten in der Armia Krajowa deportiert wurden. Im Dezember 1955 siedelte er mit seiner Familie nach Białystok um, wo 1974 das Abitur abschloss. Von 1974 bis 1979 studierte er Theaterwissenschaften an der Jagiellonen-Universität in Krakau. Von 1978 bis 1979 schrieb er Theaterkritiken für die Krakauer Zweiwochenschrift Student und von 1979 bis 1982 für die Zeitschrift Polityka.
1980 debütierte er als Dramatiker mit dem Kinderstück Historia o żebraku i osiołku am Pinokio-Theater in Łódź. 1982 folgte sein Debüt als Theaterregisseur mit dem Stück Osmędeusze von Miron Białoszewski am Stefan-Jaracz-Theater in Łódź. Von 1981 bis 1982 war er künstlerischer Leiter am Wojciech-Bogusławski-Theater in Kalisz und 1982 am Polnischen Theater in Posen. Von 1982 bis 1983 arbeitete er als Programmberater am Stefan-Jaracz-Theater in Łódź und von 1984 bis 1989 am Puppentheater in Białystok. Von 1988 bis 1989 dozierte an der Fakultät für Puppenspiel der Staatlichen Theaterhochschule in Białystok. Von 1989 bis 1991 künstlerischer Leiter am Miniatura-Theater in Danzig.
1991 gründete er mit Piotr Tomaszuk das Towarzystwo Wierszalin (heute Wierszalin-Theater), dessen Verwalter er bis 2003 war. Von 1994 bis 1995 war er Dramaturg am Dramatischen Theater der Stadt Warschau und von 1999 bis 2003 am Neuen Theater in Łódź. 2003 gründete er das Laboratorium Dramatu, das zunächst mit dem Nationaltheater Warschau kooperierte und seit 2005 mit dem Towarzystwo Autorów Teatralnych. Von 2001 bis 2012 dozierte er im Laboratorium Reportażu an der Universität Warschau. Von 2010 bis 2012 war er zudem Direktor des Theater na Woli, bis es zusammen mit dem Gustaw-Holoubek-Theater zum Dramatischen Theater der Stadt Warschau institutionell zusammengefasst wurde. Seit 2012 hat er dort die Direktion inne.

## Dramen
- Historia o żebraku i osiołku, 1980
- Baśń jesienna, 1981
- Pułapka, 1982
- Car Mikołaj, 1985
- Obywatel Pekosiewicz, 1986
- Turlajgroszek, 1990
- Jaskółeczka, 1992
- Prorok Ilja, 1992
- Merlin – inna historia, 1993
- Kowal Malambo, 1993
- Obywatel Pekoś, 1997
- Sen pluskwy, czyli towarzysz Chrystu, 2000
- Nasza klasa. Historia w XIV lekcjach, 2009
- Śmierć proroka i inne historie o końcu świata, 2012
- Młody Stalin, 2013
- Historia Jakuba, 2015
- Niedźwiedź Wojtek, 2016

## Regie
- 1982: Osmędeusze von Miron Białoszewski am Stefan-Jaracz-Theater in Łódź
- 1986: Scneariusz dla trzech aktorów von Bogusław Schaeffer am Puppentheater in Białystok
- 1988: Kabaret Kici Koci von Miron Białoszewski am Ateneum-Theater in Warschau
- 1989: Wielki Teatr Świata von Pedro Calderón de la Barca am Puppentheater in Białystok
- 1990: Historia o żebraku i osiołku am Miniatura-Theater in Danzig
- 1991: Czerwony Kapturek von Jan Brzechwa am Miniatura-Theater in Danzig
- 1994 Prorok Ilja im Fernsehtheater
- 1995: Magia Grzechu von Pedro Calderón de la Barcaam Dramatischen Theater in Warschau
- 1995: Car Mikołaj im Fernsehtheater

## Auszeichnungen
- 1993 Paszport Polityki in der Kategorie Theater
- 1994 Kościelski-Preis
- 2010 Nike für Nasza klasa